# Mohamed Ridouani
Mohamed Ridouani, né le 24 juin 1979 à Louvain est un homme politique belge flamand, membre du sp.a, bourgmestre de Louvain depuis janvier 2019. Ses parents avaient immigré en Belgique au début des années 1970 ; ils venaient d’un petit village berbère des montagnes du Rif, dans la province de Nador (Maroc).          

## Parcours scolaire et professionnel
Il fait ses études secondaires à l’Athénée royal Redingenhof de Louvain (Koninklijk Atheneum Redingenhof Leuven), d'où il sort diplômé dans la section Économie-Mathématique en 1997. Il obtient par la suite une licence (master) en sciences commerciales à la KU Leuven. Par la suite, il fait une spécialisation en relations internationales.
Il travaillera 4 ans comme consultant chez Deloitte. En outre, il est également fondateur et président de l'association multiculturelle louvaniste Ahlan vzw.
En 2007, il s'oriente vers le monde de la politique.

## Parcours politique
En 2007, à la demande de Stijn Bex, il est candidat sur la liste du cartel sp.a-Spirit. Il devient conseiller communal Spirit de la ville de Louvain et échevin chargé des ressources humaines, de l'éducation, de l'environnement et de la diversité. C'est à ce poste qu'il pousse le plan climat dans lequel Louvain ambitionne de devenir d'ici 2030 la première ville flamande neutre en carbone.
Lors des élections régionales flamandes du 7 juin 2009, il tire la liste Spirit et obtient 2 298 votes de préférence dans la circonscription électorale du Brabant flamand. Pas suffisamment pour être élu donc.
Le 18 septembre 2009 il rejoint le sp.a. Il se définit lui-même comme tenant de l'aile droite du parti.
Aux élections locales de 2012, il est de nouveau élu au conseil communal louvaniste avec 2 325 voix de préférence. Reconduit échevin, il ajoute l'économie et l'immobilier à ses compétences.
En 2014 aux élections fédérales, il est troisième de liste dans le Brabant flamand. 
En décembre 2015, il est pressenti comme candidat successeur à Louis Tobback en tant que mayeur la ville de Louvain. Il sera en effet désigné (en étant le seul candidat) par la section locale comme tête de liste du sp.a pour les communales de 2018. Sa liste récolte 25,9 % des voix et il atteint un score personnel de 10 059. Le soir-même du 14 octobre, il annonce la mise en place d'une coalition avec Groen et le CD&V le propulsant bourgmestre du chef-lieu de la province du Brabant flamand.
Pour les fédérales 2019, il pousse la liste sp.a du Brabant flamand.

## Mandats politiques
- Depuis 2007 : Conseiller communal de la ville de Louvain ;
- 2007 - 02/01/2019 : Échevin de la ville de Louvain ;
- Depuis le 02/01/2019 : Bourgmestre de Louvain.